# Андре-Жозеф Лафит-Клаве
Андрѐ-Жозѐф Лафѝт-Клавѐ (на френски: André-Joseph Lafitte-Clavé или André-Joseph de Lafitte) е френски висш инженерен офицер.

## Биография
Завършва Кралското инженерно училище (École royale du génie de Mézières, „Екол роаял дю жени“) в Шарлевил-Мезиер, департамент Арден, регион Шампан-Ардени. На 1 април 1791 г. е произведен в звание полковник, а на 25 октомври 1792 г. е повишен на maréchal de camp (дословно „полеви маршал“ или фелдмаршал, но всъщност званието е най-ниското за генерали – със 780 души носители, сменено 1 г. по-късно с бригаден генерал).
Лафит-Клаве е известен с участието си във френска военна мисия в Османската империя между 1784 и 1788 г. по времето на Луи XVI. Сред задачите на мисията е обучение на турските военни по военноморско дело и фортификации. До Френската революция през 1789 г. в Османската империя са изпратени около 300 френски артилерийски офицери и инженери за модернизация и обучение на артилерийски части под ръководството на барон Дьо Тот. През 1775 г. под патронажа на великия везир Халил Хамид паша те откриват военно-морско инженерно училище (Мухендисхане-и Ба-хри-и Хумаюн). От 1784 г. Лафит-Клаве и Жозеф-Моние дьо Куртоа преподават инженерно чертане и техника в това училище. За обучението са използвани главно френски учебници по математика, астрономия, инженерно дело, въоръжение, навигация.
През 1784 г. комисия по военните реформите под ръководството на Лафит-Клаве посещава крепостите на западното крайбрежие на Черно море. В доклада си за крепости и населените места, той определя Бургас като стратегически важен, най-голям град в залива и първи го нарича Бургаски залив със забележката, че преди това е известен като Порос. Той също така първи нарича езерото западно от града Бургаско, а неговата река-отток – Бургаска.
Френските експерти, вкл. и Лафит-Клаве, напускат Османската империя през 1788 г. по искане на руската императрица Екатерина II (въз основа на мирно споразумение с Франция) и като условие за Яшкия мирен договор между Русия и Високата порта от 1791 г.